# Dunasziget
Dunasziget – wieś i gmina w północno-zachodniej części Węgier, w pobliżu miasta Mosonmagyaróvár.
Miejscowość leży na obszarze Małej Niziny Węgierskiej, w pobliżu granicy słowackiej i austriackiej. Administracyjnie należy do powiatu Mosonmagyaróvár, wchodzącego w skład komitatu Győr-Moson-Sopron.
Gmina Dunasziget liczy 1449 mieszkańców (2009) i zajmuje obszar 35,9 km².